# Sally Barkow
Sally Barkow (Waukesha, 10 de julio de 1980) es una deportista estadounidense que compitió en vela en las clases Yngling y Elliott 6m.
Ganó tres medallas en el Campeonato Mundial de Yngling entre los años 2005 y 2007, y cuatro medallas en el Campeonato Mundial de Match Race Femenino entre los años 2004 y 2012. Participó en los Juegos Olímpicos de Pekín 2008, ocupando el séptimo lugar en la clase Yingling.

## Palmarés internacional
| Campeonato Mundial | Campeonato Mundial    | Campeonato Mundial | Campeonato Mundial |
| Año                | Lugar                 | Medalla            | Clase              |
| ------------------ | --------------------- | ------------------ | ------------------ |
| 2005               | Mondsee (Austria)     | Medalla de oro     | Yngling            |
| 2006               | La Rochelle (Francia) | Medalla de bronce  | Yngling            |
| 2007               | Cascaes (Portugal)    | Medalla de plata   | Yngling            |

| Campeonato Mundial | Campeonato Mundial            | Campeonato Mundial | Campeonato Mundial |
| Año                | Lugar                         | Medalla            | Clase              |
| ------------------ | ----------------------------- | ------------------ | ------------------ |
| 2004               | Annapolis (Estados Unidos)    | Medalla de oro     | Match race         |
| 2005               | Hamilton (Bermudas)           | Medalla de oro     | Match race         |
| 2010               | Rhode Island (Estados Unidos) | Medalla de plata   | Match race         |
| 2012               | Gotemburgo (Suecia)           | Medalla de bronce  | Match race         |